# Hendrik Dirk van Elten Kruseman
Hendrik Dirk Kruseman van Elten, né le 14 novembre 1829 à Alkmaar et mort le 12 juillet 1904 à Paris, est un peintre, lithographe et graveur de paysages néerlandais.

## Biographie
Il étudie à Haarlem, puis avec Cornelis Lieste, et plus tard en Allemagne, en Suisse, au Tyrol, à Bruxelles et à Amsterdam. En 1865, il s'installe à New York, de 1870 à 1873, où il a notamment pour élève James Craig Nicoll. Il retourne un temps en Europe, avant de revenir à New York et devenir en 1883 membre de l'École et du Musée de la National Academy of Design.

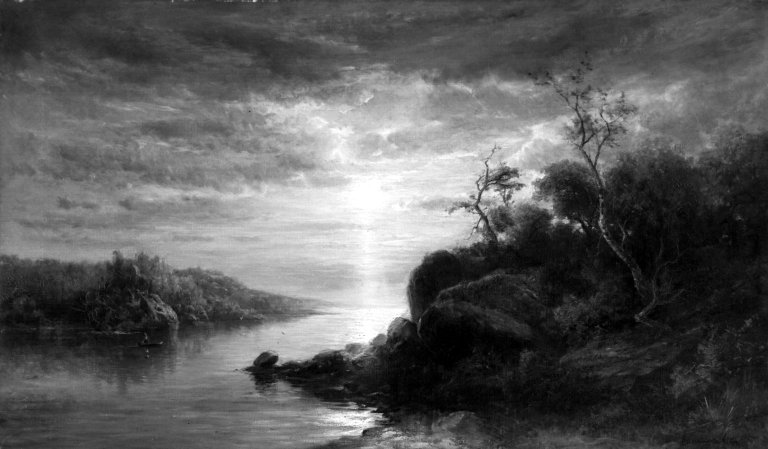
Paysage, huile sur toile, vers 1885 (Brooklyn Museum).
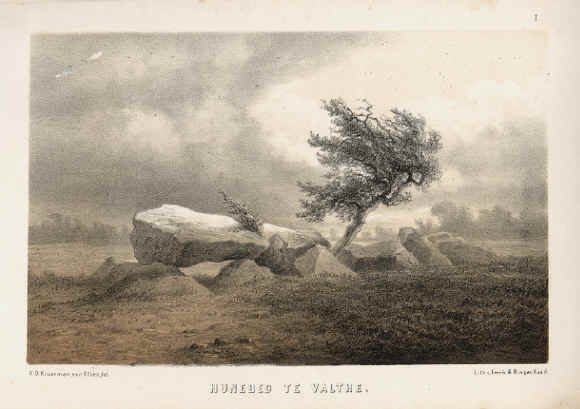
Dolmen à Valthe, eau-forte, entre 1857 et 1864 (coll. priv.).